# Ulrike Stange
Ulrike Mertesacker, född Stange 25 april 1984 i Oschatz, är en tysk före detta handbollsspelare. Hon spelade som högersexa.

## Karriär
Ulrike som då hette Stange började spela handboll tidigt då hennes mor och mormor båda varit handbollsspelare. När hon var 14 år flyttade hon till Leipzig för ansluta till HC Leipzigs ungdomsakademi och Landesgymnasium für Sport Leipzig.
Ulrike Mertesacker spelade från 1998 till 2003 och igen från 2005 i HC Leipzig. Mellan 2003 och 2005 var hon utlånad till Borussia Dortmund. I maj 2009 meddelade hon att hon skulle lämna HC Leipzig och ansluta till VfL Oldenburg i sommar för att vara närmare sin partner Per Mertesacker. Innan säsongen 2010/2011 avbröt Ulrike Mertesacker sitt spelande då hon var gravid. Efter att ha fött sitt första barn flyttade hon till London med sin partner Per Mertesacker. Från mars 2012 spelade hon i England för Thames Handball Club.
Ulrike Mertesacker spelade i de tyska ungdomslandslaget och vann en silvermedalj vid U-VM 2001. Hon debuterade i Tysklands damlandslag i handboll den 4 mars 2005 i Riesa mot Kroatien. Hon har sedan spelat 38 matcher och är antecknad för 63 mål i det tyska landslaget. Hennes största merit är en bronsmedalj vid världsmästerskapet i handboll för damer 2007. Vid OS-kvalet 2008 skadade hon ett korsband i sitt högra knä och missade därmed OS-deltagandet.Hon ställde in sitt deltagande i världsmästerskapet i handboll för damer 2009 i Kina av hälsoskäl.

## Meriter i klubblag
- Tysk mästare 2006 och 2009 med HC Leipzig.
- Tyska cupren vinnare 2006, 2007, 2008 med HC Leipzig.